# 1978-as labdarúgó-világbajnokság
Az 1978-as labdarúgó-világbajnokság volt a 11. világbajnokság, amelyet Argentínában rendeztek 1978. június 1. és 25. között. Argentínát 1966-ban választotta ki a FIFA házigazdának.
A 16 részt vevő válogatottat először négy 4 tagú csoportba sorsolták. Ezekből a csoportokból az első 2 helyezett juthatott a második csoportkörbe. Ennek végén a csoportmásodikok játszhattak a bronzéremért, a csoportelsők pedig a döntőbe kerültek.
A döntőben Argentína hosszabbítás után 3–1-re legyőzte Hollandiát, ezzel történetük során először diadalmaskodtak, emellett ők lettek az ötödikek (Uruguay, Olaszország, Anglia és az NSZK után), akik rendezőként győzni tudtak.

## Rendező
Argentínát a FIFA 1966. július 6-án választotta ki rendezőnek Londonban. Argentína mellett Mexikó jelezte rendezési szándékát, de később visszalépett, mert megkapta az 1970-es labdarúgó-világbajnokság rendezési jogát.

## Selejtezők

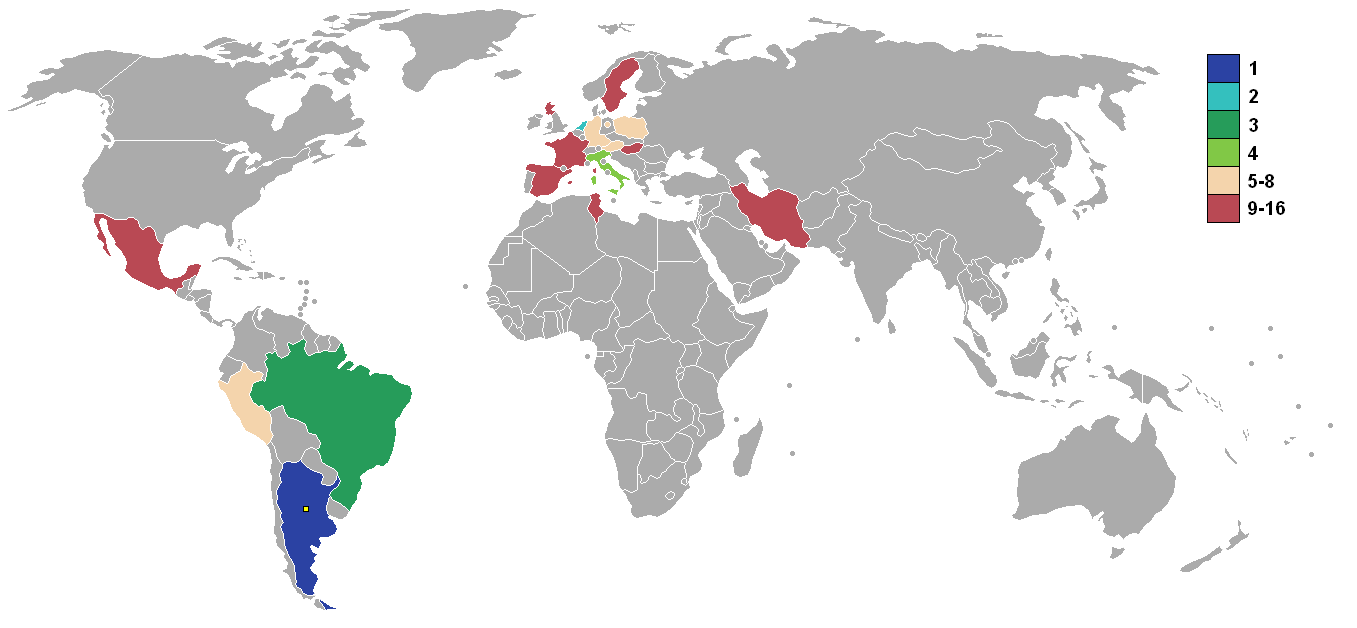
Részt vevő országok

Ez volt az első alkalom, hogy több, mint 100 ország válogatottja vett részt a selejtezőkben. A kvalifikációk végén, nagy meglepetésre Anglia sorozatban másodszor nem tudott kijutni a világbajnokságra. Az angolokon kívül az Európa-bajnoki címvédő Csehszlovákia, valamint a Szovjetunió, Uruguay és Jugoszlávia sem jutott ki a tornára. Először szerepelhetett a világbajnokságon Irán és Tunézia, valamint Franciaország, Spanyolország és Magyarország 1966 után először jutottak ki a vb-re.

## Résztvevők
| Afrika (CAF) - Tunézia Dél-Amerika (CONMEBOL) - Argentína - Brazília - Peru Észak- és Közép-Amerika (CONCACAF) - Mexikó Ázsia (AFC) és Óceánia (OFC) - Irán | Európa (UEFA) - Ausztria - Franciaország - Hollandia - Lengyelország - Magyarország - NSZK - Olaszország - Skócia - Spanyolország - Svédország |

## Összegzés

### Első csoportkör
A torna előtt 2 évvel katonai puccs történt Argentínában, emiatt sok részt vevő válogatott, például Hollandia azt fontolgatta, hogy visszalép a tornától. Végül azonban minden válogatott feltétel nélkül részt vett a világbajnokságon. A holland válogatott akkori legnagyobb sztárja, Johan Cruijff egyes feltételezések szerint politikai okokból maradt távol, ám ezt később Cruijff cáfolta.
A világbajnokság lebonyolítása ugyanaz maradt, mint 1974-ben: a 16 részt vevő válogatottat először négy 4 fős csoportba sorsolták. A 8 továbbjutó csapatot a második fordulóban újra 4 fős csoportokba osztották. Ennek végén a 2 csoportelső a döntőbe jutott, a 2 csoportmásodik pedig a bronzéremért játszhatott. A tornán a házigazda argentin csapat mindig később játszotta a mérkőzéseit. Ennek az volt az előnye, hogy így tudta, mi lett a csoport másik mérkőzésének végeredménye, és így, ha lehetősége volt rá, taktikázhatott is. Miután ez a probléma előkerült a következő, spanyolországi világbajnokságon is, a FIFA arról rendelkezett, hogy a soron következő világbajnokságokon az utolsó 2 csoportmérkőzést párhuzamosan rendezzék.
Az első forduló több meglepetést is hozott. Az egyik meglepetés az volt, hogy Lengyelország nyerte a 2. csoport küzdelmeit, miután először gól nélküli döntetlent játszott az NSZK-val, majd legyőzte Tunéziát és Mexikót is. Az NSZK a 2. fordulóban 6-0-ra kiütötte a mexikói csapatot, majd ismét gól nélküli döntetlent játszott,ezúttal Tunéziával, így a második helyen jutott tovább. Tunézia újoncként rögtön történelmet írt, ugyanis Mexikó 3–1-es legyőzésével ők lettek az első afrikai csapat, akik mérkőzést nyertek világbajnokságon.
A 4. csoportban is izgalmasan alakultak a mérkőzések. Itt Peru lett az első, a 2. helyre szorítva a végső győzelemre is esélyesnek tartott Hollandiát. A dél-amerikai válogatott legjobbja Teófilo Cubillas volt, aki először Skócia 3:1-es legyőzésekor duplázott, majd az Irán elleni utolsó mérkőzésen mesterhármast szerzett, ekkor Peru 4:1-re nyert. Rajta kívül a holland Rob Rensenbrink is lőtt 3 gólt ebben a csoportban, amikor Iránt az ő góljaival győzték le 3–0-ra. Skócia a Peru elleni vereség után először 1–1-es döntetlent játszott Iránnal, majd az utolsó fordulóban, egy már mindkét csapat számára tét nélküli mérkőzésen győzték le 3–2-re Hollandiát, ám ez is kevés volt a továbbjutáshoz. Az újonc Irán győzelem nélkül búcsúzott a tornától.
A legnagyobb meglepetés azonban a 3. csoportban történt, ugyanis arra senki sem számított, hogy Ausztria megelőzi Brazíliát. Míg Ausztria legyőzte Spanyolországot és Svédországot is (2–1-re és 1–0-ra), addig Brazília mindkét csapat ellen csak döntetlenre volt képes. Az utolsó csoportmérkőzésen Brazíliának győznie kellett az osztrák csapat ellen. Ez sikerült is, Roberto Dinamite góljával 1–0-ra győztek. Az első 2 helyen Ausztria és Brazília állt ugyanannyi ponttal és azonos gólkülönbséggel. végül több lőtt góljának köszönhetően Ausztria végzett a 3. csoport élén.
A legerősebb csoportnak az 1. csoportot tartották, ugyanis itt szerepelt az 1966 után ismét kijutó Magyarország, a házigazda Argentína, valamint Franciaország és Olaszország. A 2. forduló után már megvolt a 2 kieső, miután Argentína és Olaszország is legyőzte mind Magyarországot, mind Franciaországot. A 3. fordulóban már csak a csoportelsőség volt a kérdés. Az olasz csapat végül Roberto Bettega második félidő közepén szerzett góljával 1–0-ra legyőzte Argentínát.

### Második csoportkör
Az A csoportban, ahol csak európai csapatok szerepeltek, Hollandia kezdett a legjobban, miután 5–1-re kiütötte Ausztriát. Itt Johnny Rep 2 gólt szerzett. Az 1974-es vb-döntő „visszavágóján” Hollandia 2–2-es döntetlent ért el az NSZK ellen, amely azelőtt gól nélküli döntetlent játszott az olasz válogatottal. A 2. fordulóban Olaszország 1–0-s győzelmet aratott Ausztria felett, így az utolsó forduló döntött a csoportelsőségről, egyben arról, melyik csapat jut a döntőbe, és melyik küzdhet a bronzéremért. Az első félidő 18. percében Ernie Brandts öngóljával az olasz csapat szerzett vezetést. A második félidőben Brandts jóvátette hibáját, ugyanis az 50. percben az ő góljával egyenlített az „Oranje”. 15 perccel a vége előtt Arie Haan is betalált, így 2–1-re módosult az állás a hollandok javára. Ez maradt az állás egészen a mérkőzés végéig, ez pedig azt jelentette, hogy Hollandia zsinórban másodszor jutott be a világbajnoki döntőbe.
A B csoport főleg Argentína és Brazília küzdelméről szólt. Az első mérkőzésen Brazília Peru ellen győzött 3–0-ra, Argentína pedig Lengyelországot múlta felül 2–0-ra. A második fordulóban a csoport 2 esélyese 0–0-s döntetlent játszott egymással, így az utolsó forduló előtt mindkét válogatott 3 ponttal állt. A harmadik fordulóban először Brazília-Lengyelország mérkőzést rendeztek, ahol a „Seleção” 3–1-re győzött, így Argentínának minimum 4 gólos különbséggel kellett legyőznie a perui válogatottat. A félidei 2–0-s vezetést követően végül az argentinok 6–0-ra lépték le a perui csapatot. A brazilok szerint valószínűleg csalás történt (ezt arra alapozták, hogy például a perui válogatott kapusa, Ramón Quiroga Argentínában született), ám mivel ez nem nyert bizonyítást, a brazilok kénytelenek voltak beletörődni, hogy „csak” a bronzéremért játszhattak. A bronzmérkőzésen végül a brazil válogatott hátrányból fordítva legyőzte Olaszországot, így a sokak szerint erkölcsi győztes Brazília szerezte meg a bronzérmet.

### A döntő
A döntő az egész tornához hasonlóan ellentmondásos volt. A holland csapat azzal vádolta meg a házigazda argentinokat, hogy minden apró trükköt elkövetnek, hogy késleltessék a mérkőzés kezdését, kizökkentve őket ezzel a nyugalmukból. Ilyen apróságok voltak, hogy például később jöttek ki, mint ahogy a mérkőzés eredetileg kezdődött volna, vagy René van de Kerkhof csuklószorítóját kifogásolták. A döntőt, többek között Mario Kempes 2 góljával, aki egyben a torna gólkirálya is lett, hosszabbítás után Argentína 3–1-re nyerte Hollandia ellen. Ezzel Hollandia egymás után második vb-döntőjét veszítette el, másodszor a rendező ország ellen (1974-ben az NSZK győzte le őket). Miután Hollandia elvesztette a döntőt, úgy döntöttek, nem vesznek részt a díjátadó-ünnepségen.

## Kabala
A világbajnokság kabalája Gauchito, egy argentin-mezbe és tipikus gaucho ruhába öltöztetett fiú volt.

## Helyszínek
| Córdoba Mar del Plata Rosario Mendoza Buenos Aires | Buenos Aires               | Buenos Aires                | Córdoba                   |
| Córdoba Mar del Plata Rosario Mendoza Buenos Aires | Estadio Monumental         | Estadio José Amalfitani     | Estadio Chateau Carreras  |
| Córdoba Mar del Plata Rosario Mendoza Buenos Aires | Férőhely: 76 000           | Férőhely: 49 540            | Férőhely: 46 083          |
| Córdoba Mar del Plata Rosario Mendoza Buenos Aires |                            |                             |                           |
| Córdoba Mar del Plata Rosario Mendoza Buenos Aires | Mar del Plata              | Rosario                     | Mendoza                   |
| Córdoba Mar del Plata Rosario Mendoza Buenos Aires | Estadio José María Minella | Estadio Gigante de Arroyito | Estadio Ciudad de Mendoza |
| Córdoba Mar del Plata Rosario Mendoza Buenos Aires | Férőhely: 43 542           | Férőhely: 41 654            | Férőhely: 34 875          |
| Córdoba Mar del Plata Rosario Mendoza Buenos Aires |                            |                             |                           |

## Játékvezetés

### Játékvezetők
| Afrika - Youssou N’Diaye Ázsia - Farouk Bouzo - Dzsafar Námdár - Ávráhám Klein Európa - Ferdinand Biwersi - Charles Corver - Jean Dubach - Ulf Eriksson - António Garrido - John Gordon - Sergio Gonella - Alojzy Jarguz - Erich Linemayr - Dušan Maksimović - Ángel Franco Martínezz - Palotai Károly - Patrick Partridge - Adolf Prokop - Nicolae Rainea - Francis Rion - Clive Thomas - Robert Wurtz | Észak- és Közép-Amerika - Alfonso Gonzales Archundia Dél-Amerika - Ramón Barreto - Arnaldo Coelho - Ángel Norberto Coerezza - César Orozco - Juan Silvagno Cavanna Partbírók - Anatolij Ivanovics Ivanov - Werner Winsemann - Luis Pestarino - Arturo Ithurralde - Miguel Comesaña - Hédi Seoudi - Tesfaye Gebreyesus |

## Sorsolás
| 1. kalap                                                                       | 2. kalap                                   | 3. kalap                                                | 4. kalap                                    |
| ------------------------------------------------------------------------------ | ------------------------------------------ | ------------------------------------------------------- | ------------------------------------------- |
| - Argentína (rendező) - NSZK (címvédő) - Hollandia (1974-es döntős) - Brazília | - Olaszország - Svédország - Mexikó - Peru | - Magyarország - Lengyelország - Skócia - Spanyolország | - Ausztria - Franciaország - Irán - Tunézia |

## Eredmények
Minden időpont helyi idő szerinti (UTC−3)

### Első csoportkör

#### 1. csoport
| Csapat        | M | Gy | D | V | Lg | Kg | Gk | P |
| ------------- | - | -- | - | - | -- | -- | -- | - |
| Olaszország   | 3 | 3  | 0 | 0 | 6  | 2  | +4 | 6 |
| Argentína     | 3 | 2  | 0 | 1 | 4  | 3  | +1 | 4 |
| Franciaország | 3 | 1  | 0 | 2 | 5  | 5  | 0  | 2 |
| Magyarország  | 3 | 0  | 0 | 3 | 3  | 8  | –5 | 0 |

| 1978. június 2. 13:45 |

| Olaszország              | 2–1               | Franciaország |
| ------------------------ | ----------------- | ------------- |
| Rossi 29' Zaccarelli 54' | (1–1) Jegyzőkönyv | Lacombe 1'    |

| Estadio José María Minella, Mar del Plata Nézőszám: 38 100 Játékvezető: Rainea (román) Asszisztensek: Erich Linemayr (osztrák), Juan Silvagno Cavanna (chilei) |

| 1978. június 2. 19:15 |

| Argentína             | 2–1               | Magyarország |
| --------------------- | ----------------- | ------------ |
| Luque 14' Bertoni 83' | (1–1) Jegyzőkönyv | Csapó 9'     |

| Estadio Monumental, Buenos Aires Nézőszám: 71 615 Játékvezető: Garrido (portugál) Asszisztensek: Youssou N’Diaye (szenegáli), Patrick Partridge (angol) |

| 1978. június 6. 13:45 |

| Olaszország                       | 3–1               | Magyarország           |
| --------------------------------- | ----------------- | ---------------------- |
| Rossi 34' Bettega 35' Benetti 61' | (2–0) Jegyzőkönyv | Tóth A. 81' (11-esből) |

| Estadio José María Minella, Mar del Plata Nézőszám: 26 533 Játékvezető: Barreto (uruguayi) Asszisztensek: Ferdinand Biwersi (NSZK), John Gordon (skót) |

| 1978. június 6. 19:15 |

| Argentína                           | 2–1               | Franciaország |
| ----------------------------------- | ----------------- | ------------- |
| Passarella 45' (11-esből) Luque 73' | (1–0) Jegyzőkönyv | Platini 60'   |

| Estadio Monumental, Buenos Aires Nézőszám: 71 666 Játékvezető: Dubach (svájci) Asszisztensek: César Orozco (perui), Werner Winsemann (kanadai) |

| 1978. június 10. 14:30 |

| Franciaország                       | 3–1               | Magyarország |
| ----------------------------------- | ----------------- | ------------ |
| Lopez 23' Berdoll 38' Rocheteau 42' | (3–1) Jegyzőkönyv | Zombori 41'  |

| Estadio José María Minella, Mar del Plata Nézőszám: 23 127 Játékvezető: Coelho (brazil) Asszisztensek: Patrick Partridge (angol), Juan Silvagno Cavanna (chilei) |

| 1978. június 10. 19:15 |

| Argentína | 0–1               | Olaszország |
| --------- | ----------------- | ----------- |
|           | (0–0) Jegyzőkönyv | Bettega 67' |

| Estadio Monumental, Buenos Aires Nézőszám: 71 712 Játékvezető: Klein (izraeli) Asszisztensek: Gonzales Archundia (mexikói), Francis Rion (belga) |

#### 2. csoport
| Csapat        | M | Gy | D | V | Lg | Kg | Gk  | P |
| ------------- | - | -- | - | - | -- | -- | --- | - |
| Lengyelország | 3 | 2  | 1 | 0 | 4  | 1  | +3  | 5 |
| NSZK          | 3 | 1  | 2 | 0 | 6  | 0  | +6  | 4 |
| Tunézia       | 3 | 1  | 1 | 1 | 3  | 2  | +1  | 3 |
| Mexikó        | 3 | 0  | 0 | 3 | 2  | 12 | –10 | 0 |

| 1978. június 1. 15:00 |

| NSZK | 0–0         | Lengyelország |
| ---- | ----------- | ------------- |
|      | Jegyzőkönyv |               |

| Estadio Monumental, Buenos Aires Nézőszám: 67 579 Játékvezető: Coerezza (argentin) Asszisztensek: Arturo Ithurralde (argentin), Miguel Comesaña (argentin) |

| 1978. június 2. 16:45 |

| Tunézia                       | 3–1               | Mexikó                       |
| ----------------------------- | ----------------- | ---------------------------- |
| Kábí 55' Gommíd 79' Dzúíb 87' | (0–1) Jegyzőkönyv | Vázquez Ayala 45' (11-esből) |

| Estadio Gigante de Arroyito, Rosario Nézőszám: 17 396 Játékvezető: Gordon (skót) Asszisztensek: Jean Dubach (svájci), Sergio Gonella (olasz) |

| 1978. június 6. 16:45 |

| NSZK                                                         | 6–0               | Mexikó |
| ------------------------------------------------------------ | ----------------- | ------ |
| D. Müller 15' H. Müller 30' Rummenigge 38' 73' Flohe 44' 89' | (4–0) Jegyzőkönyv |        |

| Estadio Olímpico Chateau Carreras, Córdoba Nézőszám: 35 258 Játékvezető: Bouzo (szíriai) Asszisztensek: António Garrido (portugál), Francis Rion (belga) |

| 1978. június 6. 16:45 |

| Lengyelország | 1–0               | Tunézia |
| ------------- | ----------------- | ------- |
| Lato 43'      | (1–0) Jegyzőkönyv |         |

| Estadio Gigante de Arroyito, Rosario Nézőszám: 9 624 Játékvezető: Martínez (spanyol) Asszisztensek: Luis Pestarino (argentin), Clive Thomas (walesi) |

| 1978. június 10. 16:45 |

| NSZK | 0–0         | Tunézia |
| ---- | ----------- | ------- |
|      | Jegyzőkönyv |         |

| Estadio Olímpico Chateau Carreras, Córdoba Nézőszám: 30 667 Játékvezető: Orosco (perui) Asszisztensek: Miguel Comesaña (argentin), Luis Pestarino (argentin) |

| 1978. június 10. 16:45 |

| Lengyelország            | 3–1               | Mexikó     |
| ------------------------ | ----------------- | ---------- |
| Boniek 43' 84' Deyna 56' | (1–0) Jegyzőkönyv | Rangel 52' |

| Estadio Gigante de Arroyito, Rosario Nézőszám: 22 651 Játékvezető: Namdar (iráni) Asszisztensek: Ulf Eriksson (svéd), Charles Corver (holland) |

#### 3. csoport
| Csapat        | M | Gy | D | V | Lg | Kg | Gk | P |
| ------------- | - | -- | - | - | -- | -- | -- | - |
| Ausztria      | 3 | 2  | 0 | 1 | 3  | 2  | +1 | 4 |
| Brazília      | 3 | 1  | 2 | 0 | 2  | 1  | +1 | 4 |
| Spanyolország | 3 | 1  | 1 | 1 | 2  | 2  | 0  | 3 |
| Svédország    | 3 | 0  | 1 | 2 | 1  | 3  | –2 | 1 |

| 1978. június 3. 13:45 |

| Ausztria                | 2–1               | Spanyolország |
| ----------------------- | ----------------- | ------------- |
| Schachner 9' Krankl 76' | (1–1) Jegyzőkönyv | Dani 21'      |

| Estadio José Amalfitani, Buenos Aires Nézőszám: 40 841 Játékvezető: Palotai (magyar) Asszisztensek: Ramón Barreto (uruguayi), Anatolij Ivanov (szovjet) |

| 1978. június 3. 13:45 |

| Brazília     | 1–1               | Svédország  |
| ------------ | ----------------- | ----------- |
| Reinaldo 45' | (1–1) Jegyzőkönyv | Sjöberg 37' |

| Estadio José María Minella, Mar del Plata Nézőszám: 32 569 Játékvezető: Thomas (walesi) Asszisztensek: Alojzy Jarguz (lengyel), Dzsafar Námdár (iráni) |

| 1978. június 7. 13:45 |

| Ausztria              | 1–0               | Svédország |
| --------------------- | ----------------- | ---------- |
| Krankl 42' (11-esből) | (1–0) Jegyzőkönyv |            |

| Estadio José Amalfitani, Buenos Aires Nézőszám: 41 424 Játékvezető: Corver (holland) Asszisztensek: Dušan Maksimović (jugoszláv), Hédi Seoudi (tunéziai) |

| 1978. június 7. 13:45 |

| Brazília | 0–0         | Spanyolország |
| -------- | ----------- | ------------- |
|          | Jegyzőkönyv |               |

| Estadio José María Minella, Mar del Plata Nézőszám: 34 771 Játékvezető: Gonella (olasz) Asszisztensek: Ávráhám Klein (izraeli), Arturo Ithurralde (argentin) |

| 1978. június 11. 13:45 |

| Spanyolország | 1–0               | Svédország |
| ------------- | ----------------- | ---------- |
| Asensi 75'    | (0–0) Jegyzőkönyv |            |

| Estadio José Amalfitani, Buenos Aires Nézőszám: 46 765 Játékvezető: Biwersi (NSZK) Asszisztensek: Arturo Ithurralde (argentin), Adolf Prokop (NSZK) |

| 1978. június 11. 13:45 |

| Brazília     | 1–0               | Ausztria |
| ------------ | ----------------- | -------- |
| Dinamite 40' | (1–0) Jegyzőkönyv |          |

| Estadio José María Minella, Mar del Plata Nézőszám: 35 221 Játékvezető: Robert Wurtz francia (francia) Asszisztensek: Farouk Bouzo (szíriai), Tesfaye Gebreyesus (etióp) |

#### 4. csoport
| Csapat    | M | Gy | D | V | Lg | Kg | Gk | P |
| --------- | - | -- | - | - | -- | -- | -- | - |
| Peru      | 3 | 2  | 1 | 0 | 7  | 2  | +5 | 5 |
| Hollandia | 3 | 1  | 1 | 1 | 5  | 3  | +2 | 3 |
| Skócia    | 3 | 1  | 1 | 1 | 5  | 6  | –1 | 3 |
| Irán      | 3 | 0  | 1 | 2 | 2  | 8  | –6 | 1 |

| 1978. június 3. 16:45 |

| Peru                       | 3–1               | Skócia     |
| -------------------------- | ----------------- | ---------- |
| Cueto 43' Cubillas 72' 77' | (1–1) Jegyzőkönyv | Jordan 14' |

| Estadio Olímpico Chateau Carreras, Córdoba Nézőszám: 37 927 Játékvezető: Eriksson (svéd) Asszisztensek: Tesfaye Gebreyesus (etióp), Ángel Franco Martínez (spanyol) |

| 1978. június 3. 16:45 |

| Hollandia                                     | 3–0               | Irán |
| --------------------------------------------- | ----------------- | ---- |
| Rensenbrink 40' (11-esből) 62' 79' (11-esből) | (1–0) Jegyzőkönyv |      |

| Estadio Ciudad de Mendoza, Mendoza Nézőszám: 33 431 Játékvezető: Gonzales Archundia (mexikói) Asszisztensek: Robert Wurtz (francia), Miguel Comesaña (argentin) |

| 1978. június 7. 16:45 |

| Skócia                  | 1–1               | Irán           |
| ----------------------- | ----------------- | -------------- |
| Eskandarian 43' (öngól) | (1–0) Jegyzőkönyv | Danaeifard 60' |

| Estadio Olímpico Chateau Carreras, Córdoba Nézőszám: 7 938 Játékvezető: Youssou N’Diaye (szenegáli) Asszisztensek: Nicolae Rainea (román), Arnaldo Coelho (brazil) |

| 1978. június 7. 16:45 |

| Hollandia | 0–0         | Peru |
| --------- | ----------- | ---- |
|           | Jegyzőkönyv |      |

| Estadio Ciudad de Mendoza, Mendoza Nézőszám: 28 125 Játékvezető: Prokop (NDK) Asszisztensek: Ángel Norberto Coerezza (argentin), Anatolij Ivanov (szovjet) |

| 1978. június 11. 16:45 |

| Peru                                                    | 4–1               | Irán       |
| ------------------------------------------------------- | ----------------- | ---------- |
| Velásquez 2' Cubillas 36' (11-esből) 39' (11-esből) 79' | (3–1) Jegyzőkönyv | Rovsan 41' |

| Estadio Olímpico Chateau Carreras, Córdoba Nézőszám: 21 262 Játékvezető: Jarguz (lengyel) Asszisztensek: Dušan Maksimović (jugoszláv), Werner Winsemann (kanadai) |

| 1978. június 11. 16:45 |

| Skócia                                  | 3–2               | Hollandia                          |
| --------------------------------------- | ----------------- | ---------------------------------- |
| Dalglish 44' Gemmill 47' (11-esből) 68' | (1–1) Jegyzőkönyv | Rensenbrink 39' (11-esből) Rep 71' |

| Estadio Ciudad de Mendoza, Mendoza Nézőszám: 35 130 Játékvezető: Linemayr (osztrák) Asszisztensek: Palotai Károly (magyar), Hédi Seoudi (tunéziai) |

### Második csoportkör

#### A csoport
| Csapat      | M | Gy | D | V | Lg | Kg | Gk | P |
| ----------- | - | -- | - | - | -- | -- | -- | - |
| Hollandia   | 3 | 2  | 1 | 0 | 9  | 4  | +5 | 5 |
| Olaszország | 3 | 1  | 1 | 1 | 2  | 2  | 0  | 3 |
| NSZK        | 3 | 0  | 2 | 1 | 4  | 5  | –1 | 2 |
| Ausztria    | 3 | 1  | 0 | 2 | 4  | 8  | –4 | 2 |

| 1978. június 14. 13:45 |

| Ausztria      | 1–5               | Hollandia                                                               |
| ------------- | ----------------- | ----------------------------------------------------------------------- |
| Obermayer 79' | (0–3) Jegyzőkönyv | Brandts 6' Rensenbrink 35' (11-esből) Rep 35' 53' W. van de Kerkhof 82' |

| Estadio Olímpico Chateau Carreras, Córdoba Nézőszám: 25 050 Játékvezető: Gordon (skót) Asszisztensek: Arturo Ithurralde (argentin), Farouk Bouzo (szíriai) |

| 1978. június 14. 13:45 |

| Olaszország | 0–0         | NSZK |
| ----------- | ----------- | ---- |
|             | Jegyzőkönyv |      |

| Estadio Monumental, Buenos Aires Nézőszám: 67 547 Játékvezető: Maksimović (jugoszláv) Asszisztensek: Gonzales Archundia (mexikói), Miguel Comesaña (argentin) |

| 1978. június 18. 16:45 |

| Hollandia                      | 2–2               | NSZK                       |
| ------------------------------ | ----------------- | -------------------------- |
| Haan 27' R. van de Kerkhof 84' | (1–1) Jegyzőkönyv | Abramczik 3' D. Müller 70' |

| Estadio Olímpico Chateau Carreras, Córdoba Nézőszám: 25 050 Játékvezető: Ramón Barreto (uruguayi) (uruguay) Asszisztensek: Miguel Comesaña (argentin), Arnaldo Coelho (brazil) |

| 1978. június 18. 16:45 |

| Olaszország | 1–0               | Ausztria |
| ----------- | ----------------- | -------- |
| Rossi 14'   | (1–0) Jegyzőkönyv |          |

| Estadio Monumental, Buenos Aires Nézőszám: 66 695 Játékvezető: Rion (belga) Asszisztensek: Ángel Norberto Coerezza (argentin), Youssou N’Diaye (szenegáli) |

| 1978. június 21. 13:45 |

| Ausztria                         | 3–2               | NSZK                          |
| -------------------------------- | ----------------- | ----------------------------- |
| Vogts 59' (öngól) Krankl 66' 87' | (0–1) Jegyzőkönyv | Rummenigge 19' Hölzenbein 72' |

| Estadio Olímpico Chateau Carreras, Córdoba Nézőszám: 38 318 Játékvezető: Klein (izraeli) Asszisztensek: Alojzy Jarguz (lengyel), António Garrido (portugál) |

| 1978. június 21. 16:45 |

| Olaszország         | 1–2               | Hollandia            |
| ------------------- | ----------------- | -------------------- |
| Brandts 18' (öngól) | (1–0) Jegyzőkönyv | Brandts 50' Haan 75' |

| Estadio Monumental, Buenos Aires Nézőszám: 67 433 Játékvezető: Martínez (spanyol) Asszisztensek: Luis Pestarino (argentin), César Orozco (perui) |

#### B csoport
| Csapat        | M | Gy | D | V | Lg | Kg | Gk  | P |
| ------------- | - | -- | - | - | -- | -- | --- | - |
| Argentína     | 3 | 2  | 1 | 0 | 8  | 0  | +8  | 5 |
| Brazília      | 3 | 2  | 1 | 0 | 6  | 1  | +5  | 5 |
| Lengyelország | 3 | 1  | 0 | 2 | 2  | 5  | –3  | 2 |
| Peru          | 3 | 0  | 0 | 3 | 0  | 10 | –10 | 0 |

| 1978. június 14. 16:45 |

| Peru | 0–3               | Brazília                           |
| ---- | ----------------- | ---------------------------------- |
|      | (0–2) Jegyzőkönyv | Dirceu 15' 28' Zico 73' (11-esből) |

| Estadio Ciudad de Mendoza, Mendoza Nézőszám: 31 278 Játékvezető: Rainea (román) Asszisztensek: Jean Dubach (svájci), Werner Winsemann (kanadai) |

| 1978. június 14. 19:15 |

| Argentína      | 2–0               | Lengyelország |
| -------------- | ----------------- | ------------- |
| Kempes 16' 71' | (1–0) Jegyzőkönyv |               |

| Estadio Gigante de Arroyito, Rosario Nézőszám: 37 091 Játékvezető: Eriksson (svéd) Asszisztensek: Dzsafar Námdár (iráni), Tesfaye Gebreyesus (etióp) |

| 1978. június 18. 13:45 |

| Peru | 0–1               | Lengyelország |
| ---- | ----------------- | ------------- |
|      | (0–0) Jegyzőkönyv | Szarmach 65'  |

| Estadio Ciudad de Mendoza, Mendoza Nézőszám: 35 288 Játékvezető: Partridge (angol) Asszisztensek: Clive Thomas (walesi), Charles Corver (holland) |

| 1978. június 18. 19:15 |

| Argentína | 0–0         | Brazília |
| --------- | ----------- | -------- |
|           | Jegyzőkönyv |          |

| Estadio Gigante de Arroyito, Rosario Nézőszám: 37 326 Játékvezető: Palotai (magyar) Asszisztensek: Erich Linemayr (osztrák), Adolf Prokop (NSZK) |

| 1978. június 21. 16:45 |

| Lengyelország | 1–3               | Brazília                             |
| ------------- | ----------------- | ------------------------------------ |
| Lato 45'      | (1–1) Jegyzőkönyv | Nelinho 12' Roberto Dinamite 58' 63' |

| Estadio Ciudad de Mendoza, Mendoza Nézőszám: 39 586 Játékvezető: Cavanna (chilei) Asszisztensek: Anatolij Ivanov (szovjet), Gonzales Archundia (mexikói) |

| 1978. június 21. 19:15 |

| Argentína                                               | 6–0               | Peru |
| ------------------------------------------------------- | ----------------- | ---- |
| Kempes 21' 46' Tarantini 43' Luque 50' 72' Houseman 67' | (2–0) Jegyzőkönyv |      |

| Estadio Gigante de Arroyito, Rosario Nézőszám: 37 315 Játékvezető: Wurtz (francia) Asszisztensek: Ferdinand Biwersi (NSZK), Sergio Gonella (olasz) |

## Egyenes kieséses szakasz

### Bronzmérkőzés
| 1978. június 24. 15:00 |

| Brazília               | 2–1               | Olaszország |
| ---------------------- | ----------------- | ----------- |
| Nelinho 64' Dirceu 72' | (0–1) Jegyzőkönyv | Causio 38'  |

| Estadio Monumental, Buenos Aires Nézőszám: 69 659 Játékvezető: Klein (izraeli) Asszisztensek: Gonzales Archundia (mexikói), Palotai Károly (magyar) |

### Döntő
| 1978. június 25. 15:00 |

| Hollandia    | 1–3 (h.u.)        | Argentína                    |
| ------------ | ----------------- | ---------------------------- |
| Nanninga 82' | (1–1) Jegyzőkönyv | Kempes 38' 105' Bertoni 116' |

| Estadio Monumental, Buenos Aires Nézőszám: 71 483 Játékvezető: Gonella (olasz) Asszisztensek: Ramón Barreto (uruguayi), Erich Linemayr (osztrák) |

## Díjak
| Az 1978-as labdarúgó-világbajnokság győztese |
| -------------------------------------------- |
| Argentína 1. cím                             |

| FIFA Fair Play-díj: |
| ------------------- |
| Argentína           |

## Gólszerzők
| 6 gólos - Mario Kempes 5 gólos - Rob Rensenbrink - Teófilo Cubillas 4 gólos - Leopoldo Luque - Hans Krankl 3 gólos - Dirceu - Roberto Dinamite - Karl-Heinz Rummenigge - Paolo Rossi - Johnny Rep 2 gólos - Daniel Bertoni - Nelinho - Heinz Flohe - Dieter Müller - Roberto Bettega - Ernie Brandts - Arie Haan - Zbigniew Boniek - Grzegorz Lato - Archie Gemmill | 1 gólos - René Houseman - Daniel Passarella - Alberto Tarantini - Erich Obermayer - Walter Schachner - Reinaldo - Zico - Marc Berdoll - Bernard Lacombe - Christian Lopez - Michel Platini - Dominique Rocheteau - Rüdiger Abramczik - Bernd Hölzenbein - Hansi Müller - Csapó Károly - Tóth András - Zombori Sándor - Iraj Danaeifard - Haszan Rovsan - Romeo Benetti - Franco Causio - Renato Zaccarelli - Víctor Rangel - Arturo Vázquez Ayala | - Dick Nanninga - René van de Kerkhof - Willy van de Kerkhof - César Cueto - José Velásquez - Kazimierz Deyna - Andrzej Szarmach - Kenny Dalglish - Joe Jordan - Juan Manuel Asensi - Dani - Thomas Sjöberg - Mohtár Dzúíb - Nédzsíb Gommíd - Ali Kábí Öngól - Berti Vogts (Ausztria ellen) - Andranik Eskandarian (Skócia ellen) - Ernie Brandts (Olaszország ellen) |

## Érdekességek
- A magyar válogatott tablóképe
- Argentína már az 1970-es világbajnokságra is pályázott, de mivel 2 évvel azelőtt Mexikóvárosban rendezték az olimpiát, és ez alkalomból új labdarúgóstadiont építettek a városban, az 1970-es világbajnokság rendezési jogát Mexikó kapta.
- A magyarok nyitómeccsén Magyarország vezetett Argentína ellen, majd Argentína egyenlített és a végjátékban fordított. Az utolsó percekben a játékvezető Nyilasit és Törőcsiket is kiállította. Ezzel nem csak az egyenlítés vált esélytelenné, hanem a válogatott két meghatározó játékosa nem játszhatott a következő mérkőzésen, nagyban hozzájárulva a magyar válogatott dicstelen szerepléséhez az egyébként nagyon erős csoportban.[2]
- A holland Rob Rensenbrink a Skócia elleni mérkőzésen megszerezte a világbajnokságok történetének 1000. gólját.
- A Brazília-Svédország mérkőzés utolsó perceiben a brazil válogatott szöglethez jutott. A szögletnek ugyan gól lett a vége, de időközben a bíró lefújta a mérkőzést, így maradt az 1–1-es állás.
- A Franciaország-Magyarország mérkőzésre mindkét csapat fehér mezt hozott magával és mivel így nem lehetett elkezdeni a találkozót, a franciák a helyi klub (Kimberley)  zöld-fehér csíkos mezét kérték kölcsön.
- Tunézia lett az első afrikai csapat, amelyik mérkőzést tudott nyerni a világbajnokságon. (Tunézia-Mexikó 3–1)
- Ezen a világbajnokságon szerepelt először a Coca-Cola, mint szponzor.
- A FIFA az 1978-as világbajnokság előtt hozta azt a szabályt, miszerint ha egy mérkőzés 120 perc után sem dől el, tizenegyespárbaj következik. Ám ezen a tornán ezt a szabályt még nem kellett alkalmazni. Az első tizenegyespárbaj az 1982-es vb-n, a Franciaország-NSZK elődöntőben volt.

## Végeredmény
Az első négy helyezett utáni sorrend nem tekinthető hivatalosnak, mivel ezekért a helyekért nem játszottak mérkőzéseket. Ezért e helyezések meghatározása a következők szerint történt:
1. több szerzett pont,
2. jobb gólkülönbség,
3. több szerzett gól,
4. nemzetnév.

A hazai csapat eltérő háttérszínnel kiemelve.

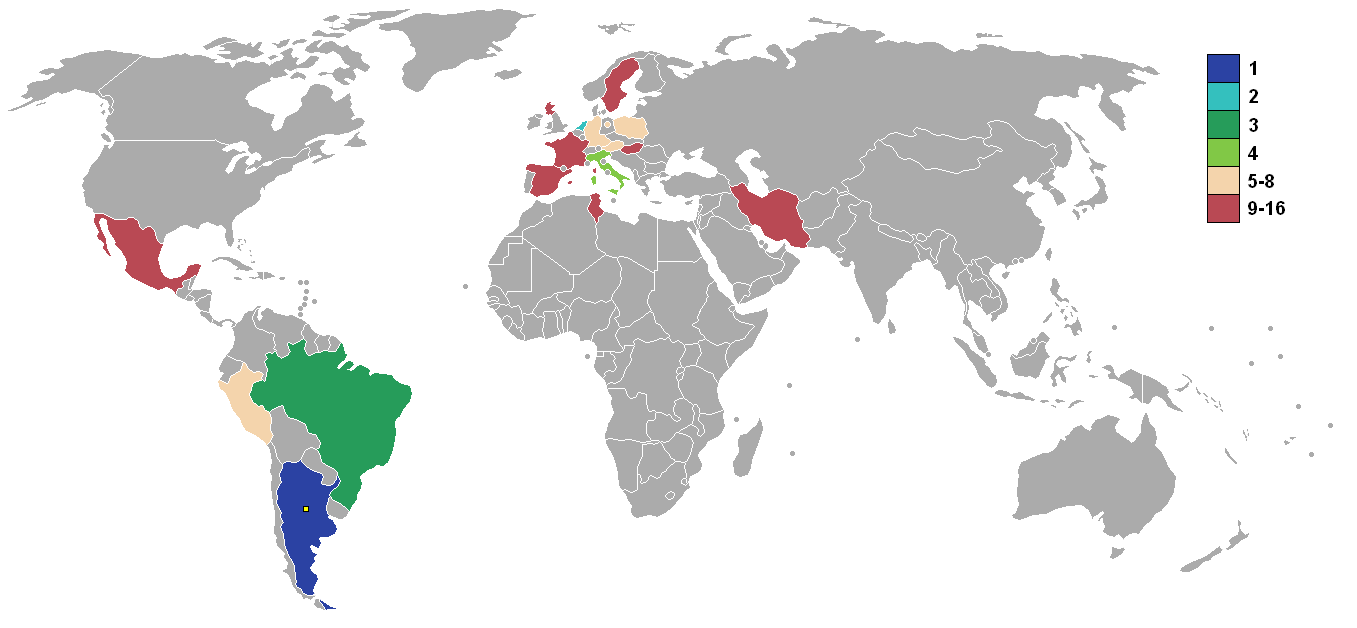
Az 1978-as labdarúgó-világbajnokságon részt vevő országok helyezései

| Helyezés                         | Nemzet        | M | Gy | D | V | G+ | G– | Gk  | P  |
| -------------------------------- | ------------- | - | -- | - | - | -- | -- | --- | -- |
| Arany                            | Argentína     | 7 | 5  | 1 | 1 | 15 | 4  | +11 | 11 |
| Ezüst                            | Hollandia     | 7 | 3  | 2 | 2 | 15 | 10 | +5  | 8  |
| Bronz                            | Brazília      | 7 | 4  | 3 | 0 | 10 | 3  | +7  | 11 |
| 4                                | Olaszország   | 7 | 4  | 1 | 2 | 9  | 6  | +3  | 9  |
| A második csoportkörben estek ki |               |   |    |   |   |    |    |     |    |
| 5                                | Lengyelország | 6 | 3  | 1 | 2 | 6  | 6  | 0   | 7  |
| 6                                | NSZK          | 6 | 1  | 4 | 1 | 10 | 5  | +5  | 6  |
| 7                                | Ausztria      | 6 | 3  | 0 | 3 | 7  | 10 | −3  | 6  |
| 8                                | Peru          | 6 | 2  | 1 | 3 | 7  | 12 | −5  | 5  |
| A csoportkörben estek ki         |               |   |    |   |   |    |    |     |    |
| 9                                | Tunézia       | 3 | 1  | 1 | 1 | 3  | 2  | +1  | 3  |
| 10                               | Spanyolország | 3 | 1  | 1 | 1 | 2  | 2  | 0   | 3  |
| 11                               | Skócia        | 3 | 1  | 1 | 1 | 5  | 6  | −1  | 3  |
| 12                               | Franciaország | 3 | 1  | 0 | 2 | 5  | 5  | 0   | 2  |
| 13                               | Svédország    | 3 | 0  | 1 | 2 | 1  | 3  | −2  | 1  |
| 14                               | Irán          | 3 | 0  | 1 | 2 | 2  | 8  | −6  | 1  |
| 15                               | Magyarország  | 3 | 0  | 0 | 3 | 3  | 8  | −5  | 0  |
| 16                               | Mexikó        | 3 | 0  | 0 | 3 | 2  | 12 | −10 | 0  |